# Microrregión de Bertolínia
La microrregión de Bertolínia es una de las microrregiones del estado brasileño del Piauí perteneciente a la mesorregión Sudoeste Piauiense. Su población según el censo 2010 es de 40. 684 habitantes y está dividida en nueve municipios. Su población está formada por negros y mulatos 65.6, blancos de origen portugués y árabe 21.3, caboclos(mestizo de indios y blancos)12.7, asiáticos 0.3 e indígenas 0.1 en el año 2010 habitaban la microrregión 50 indígenas según el IBGE. Posee un área total de 11.234,950 km².

## Municipios
- Antônio Almeida
- Bertolínia
- Colônia do Gurguéia
- Eliseu Martins
- Landri Sales
- Manoel Emídio
- Marcos Parente
- Porto Alegre do Piauí
- Sebastião Leal

- Datos: Q2551503